# Sefanja Davids
Sefanja Davids (23 januari 1988) is een oud-voetballer die speelde op verschillende posities. Hij is een neef van Edgar Davids.
Hij heeft de gehele jeugdopleiding van Almere City doorlopen. In de A-junioren maakte hij de stap naar Feyenoord waar hij geregeld met het eerste elftal meetrainde en zijn officieuze debuut maakte in een oefenwedstrijd onder leiding van Bert van Marwijk. Na een stage in Schotland bij Aberdeen in 2008 raakte hij ernstig geblesseerd aan zijn enkel in een oefenwedstrijd tegen Vitesse waardoor een transfer er niet meer in zat. Na een revalidatie van 6 maanden nam Almere City hem begin 2009 tot het einde van het seizoen over en speelde hij nog twee officiële wedstrijden in de Jupiler League. tegen Cambuur Leeuwarden en Excelsior. Daarna ging hij verder bij de amateurtak van Almere City die destijds uitkwam op het hoogste niveau de zondag hoofdklasse. Daarna volgende HSV De Zuidvogels uit Huizen, 5 seizoenen Sparta Nijkerk, SDV Barneveld, Batavia 90, SV Unicum, om vervolgens na 1 seizoen terug te keren naar Batavia 90 en daar op 36 jarige leeftijd te stoppen met voetbal.